# Thinocyon
Thinocyon is een geslacht van uitgestorven roofzoogdieren uit de onderfamilie Limnocyoninae van de Hyaenodontidae die tijdens het Eoceen in Noord-Amerika en oostelijk Azië leefden.

## Fossiele vondsten
Fossielen van Thinocyon zijn gevonden in de Amerikaanse staat Wyoming en de Volksrepubliek China. De Amerikaanse vondsten dateren uit de North American Land Mammal Age Bridgerian.

## Kenmerken
Thinocyon was een van de eerste limnocyonide hyaenodonten. Het was relatief klein met een gewicht dat wordt geschat op 500 tot 1800 gram. Thinocyon was een zoolganger met aanpassingen voor graven. Morfologisch vertoont Thinocyon overeenkomsten met de hedendaagse nerts en een vergelijkbare leefwijze wordt verondersteld, waarmee het de enige bekende creodont met een dergelijke leefwijze is. Thinocyon had grote hoektanden. In de buikholte van een fossiel van Thinocyon is een complete schedel van de kleine condylarth Hyopsodus gevonden. 